# Демидов, Геннадий Ильич
Геннадий Ильич Демидов (31 августа 1937 — 17 сентября 2023) — советский и российский врач и политический деятель, народный депутат СССР (1989—1991).

## Биография
Родился 31 августа 1937 года в деревне Ивашевская Вилегодского района Архангельской области.
В 1961 году с отличием окончил Архангельский государственный медицинский институт и некоторое время работал там же ассистентом кафедры физвоспитания и лечебной физкультуры. С 1962 по 1966 год — врач-хирург Котласской городской больницы.
С 1966 года жил и работал в Пензе. В 1966—1983 годах хирург стационара, заведующий вторым экстренным отделением Пензенской городской объединённой больницы хирургической и скорой помощи.
В 1983—1998 годах главный хирург Пензенского облздравотдела и Управления здравоохранения Пензенской области.
С 1998 по 2002 год председатель постоянной комиссии по труду и социальной политике Законодательного собрания Пензенской области.
В 2002—2007 годах работал хирургом отделения плановой и экстренной консультативной помощи больницы имени Н. Н. Бурденко. В 2007—2012 годах хирург отделения экстренной и планово-консультативной медпомощи в территориальном центре медицины катастроф Пензенской области.
Народный депутат СССР (1989—1991). Избирался депутатом Законодательного собрания Пензенской области первого, второго и четвёртого созывов.
Кандидат медицинских наук. Заслуженный врач РСФСР. Награждён орденом Трудового Красного Знамени (1986).